# Nissaströms kyrka
Nissaströms kyrka är en kyrkobyggnad belägen i Enslövs församling i Göteborgs stift men tillhörande Halmstads församling. Den ligger i den tidigare bruksorten  Nissaström i Halmstads kommun.

## Kyrkobyggnaden
I samband med Nissaströms bruks femtioårsjubileum skänkte dess direktör och ägare Edwin Berger medel till att uppföra Nissaströms kyrka. Man började uppförandet 1939 efter ritningar av arkitekten Sigfrid Ericson och invigningen skedde 6 oktober 1940. Den bildar tillsammans med Skene kyrka (1919-1922) och Kinnarumma kyrka (1940) en grupp kyrkor med samma formspråk som Ericson ritade. De har långhus och torn och kan ge intryck av att vara ombyggda medeltidskyrkor. Naturmaterial och influenser från tidigare århundraden, främst 1700-talet, har kommit till användning. Vapenhuset är genomgående utfört i omålad trä. Fasaderna är vitputsadeoch tornspiran är rikt utformad. Taket är belagt med skiffer. Murarna vilar på obearbetad marksten. 
Fondmålningen i koret utfördes al fresco av konstnären Gunnar Torhamn med motivet Kommen till mig, I alla som arbeten och ären betungade, så skall jag giva eder ro (Matt. 11:28) liksom dekorationsmålningar i taket. Altarmålningen porträtterar samtida församlingsbor. 
Kyrksalen rymmer 250 besökare och är förbunden med en församlingssal som rymmer ytterligare 100 personer. Till dessa fanns även ett biblioteksrum och en bostad avsedd för vaktmästare. Olika föreningar fick utnyttja lokalerna och redan i oktober 1940 hölls det första frikyrkliga mötet där. År 1971 övertog Halmstads kyrkliga samfällighet ansvaret för kyrka och skolbyggnader och skapade Nissaströms Konferens- & Kursgård.
År 2015 sålde Svenska Kyrkan Nissaströms Kursgård till privat företag och senare även Nissaströms kyrka till samma köpare.

## Inventarier
- Predikstolen, som har utförts efter ritningar av Sigfrid Ericson, är tillverkad hos J.A. Alvsjö Snickerifabrik i Halmstad och bemålad av Gunnar Torhamn. Skulpturerna på predikstolen är utförda av Erik Nilsson, Harplinge.
- Dopfunten är ritad av slottsarkitekten Ove Leijonhufvud, utförd av skulptör Axel Waleij, Stockholm.
- Klockorna är gjutna av M & O Ohlssons Klockgjuteri i Ystad.

### Orgel
- Den pneumatiska orgeln är konstruerad och utförd 1940 av Bo Wedrup och har fria kombinationer.

| Manual I      | Manual II     | Pedal         | Koppel   |
| Principal 8'  | Gedackt 8´    | Subbas 16´    | I/P      |
| Rörflöjt 8´   | Principal 4´  | Gedacktbas 8´ | II/P     |
| Oktava 4'     | Blockflöjt 4' | Oktavbas 4´   | II/I     |
| Nachthorn 4'  | Nasat 2 2/3'  | Fagott 16'    | II 16'/I |
| Mixtur 4 chor | Svegel 2'     |               | II 4'/I  |
| Trumpet 8'    | Mixtur 3 chor |               | II 4'/P  |
|               | Dulcian 8'    |               |          |